# Lagos
Pour les articles homonymes, voir Lagos (homonymie) et Eko.
Lagos (prononcé en anglais : /ˈleɪ.gɒs/ ; en yoruba Èkó) est l'une des grandes villes du Nigeria avec plus de 15,3 millions d'habitants et du continent africain avec Kinshasa et Le Caire. Ancienne capitale du pays, jusqu'au transfert des institutions gouvernementales à Abuja en 1991, elle est aussi l'un des plus grands ports d'Afrique, et le principal centre industriel et commercial nigérian.
À l'origine occupé par une tribu du peuple yoruba, le site de Lagos est constitué d'un ensemble d'îles dans une lagune abritée de l'océan Atlantique, au bord du golfe du Bénin. Les Portugais abordent la région à la fin du XVe siècle et auraient nommé la ville en référence au port de Lagos, d'où partaient des expéditions pour l'Afrique. Conquise par le royaume du Bénin au XVe siècle ou au XVIe siècle, Lagos est dirigée par des rois et devient un centre majeur de la traite des esclaves au cours du XVIIIe siècle. En 1861, les Britanniques en font une colonie et la nomment capitale du protectorat du Nigeria du Sud établi en 1914. Elle demeure la capitale au moment de l'indépendance du Nigeria en 1960.
Au cours du XXe siècle, sa population a été multipliée par vingt et l'urbanisation n'a cessé de s'étendre sur le continent. L'est du centre-ville (Ikoyi) et l'île de Victoria Island accueillent les populations les plus aisées, tandis que les quartiers les plus défavorisés, situés à plusieurs dizaines de kilomètres du centre, sont constitués d'immenses bidonvilles et de maisons sur pilotis.
Connue pour son développement urbain incontrôlable, avec un taux de croissance démographique parmi les plus forts au monde, Lagos doit faire face à une congestion urbaine, des taux de pollution atmosphérique importants ainsi qu'une criminalité endémique.
Le quartier de l'Île Lagos est le quartier d'affaires de la ville (CBD), et doit être complété par la construction d'une île artificielle depuis 2009 nommée Eko Atlantic City. Métropole bouillonnante, vitrine d'un État en plein développement économique, Lagos est également un centre culturel majeur, ayant donné naissance à des mouvements artistiques tels que l'Afrobeat et « Nollywood » — son industrie cinématographique dynamique. Enfin, à l'image du Nigeria, la ville est multi-ethnique et comprend environ autant d'habitants chrétiens que musulmans.

## Géographie
Le site originel de Lagos est constitué par un ensemble d'îles, notamment l'île Lagos, situées dans la lagune de la rivière Ogun au bord du golfe du Bénin. Un certain nombre de ces îles ont depuis été reliées au continent et sont désormais des péninsules, comme Iddo Island ou Victoria Island.
Il y existe une plage nommée Isashe. En 2021, on y assiste à une importante montée de flammes et fumée non loin de la plage,.
La lagune est à l'abri de l'océan Atlantique grâce à un cordon littoral qui s'étend jusqu'à 100 km à l'est et l'ouest de l'embouchure, située à proximité de la ville. L'agglomération de Lagos s'est développée vers le nord-ouest, jusqu'à plus de 40 km de l'île de Lagos, en comprenant des localités telles celles de Ikeja et de Agege.
Le climat de la ville est caractérisé par la chaleur présente tout au long de l'année.
| Mois                              | jan. | fév. | mars | avril | mai | juin | jui. | août | sep. | oct. | nov. | déc. |
| --------------------------------- | ---- | ---- | ---- | ----- | --- | ---- | ---- | ---- | ---- | ---- | ---- | ---- |
| Température minimale moyenne (°C) | 23   | 25   | 26   | 25    | 24  | 23   | 23   | 23   | 23   | 23   | 24   | 24   |
| Température maximale moyenne (°C) | 31   | 32   | 32   | 32    | 31  | 29   | 28   | 28   | 28   | 29   | 31   | 31   |
| Précipitations (mm)               | 28   | 46   | 102  | 150   | 269 | 460  | 279  | 64   | 140  | 206  | 69   | 25   |

| Diagramme climatique                                  |        |         |         |         |         |         |        |         |         |        |        |
| J                                                     | F      | M       | A       | M       | J       | J       | A      | S       | O       | N      | D      |
| 312328                                                | 322546 | 3226102 | 3225150 | 3124269 | 2923460 | 2823279 | 282364 | 2823140 | 2923206 | 312469 | 312425 |
| Moyennes : • Temp. maxi et mini °C • Précipitation mm |        |         |         |         |         |         |        |         |         |        |        |

## Histoire

### Origine
Lagos est à l'origine un campement de la tribu Awori, membre du peuple Yoruba. Son premier nom était « Eko ». Les Yorubas continuent d'ailleurs à utiliser ce nom pour nommer Lagos. L’explorateur portugais Rui de Sequeira visite la région en 1472. Il nomme la zone Lac de Curamo ; de là vient le nom actuel de la ville car, le mot portugais pour lac est lago. L'autre explication de l’origine du nom de la ville est qu’il a été donné en référence à Lagos, la ville maritime qui était à l’époque le principal port de départ des expéditions portugaises le long des côtes d’Afrique et dont le propre nom est dérivé du mot latin Lacobriga.
Le royaume du Bénin prend possession de Lagos au XVe ou au XVIe siècle. Au XVIIe siècle, l'oba du Bénin nomme Ashipa chef de guerre de Lagos et sa dynastie donne naissance aux rois appelés oba de Lagos. Ils doivent payer un tribut au royaume du Bénin jusqu'à environ 1830. Aujourd'hui, il existe toujours un oba de Lagos bien qu'il n'ait plus de pouvoirs réels.

### Expansion

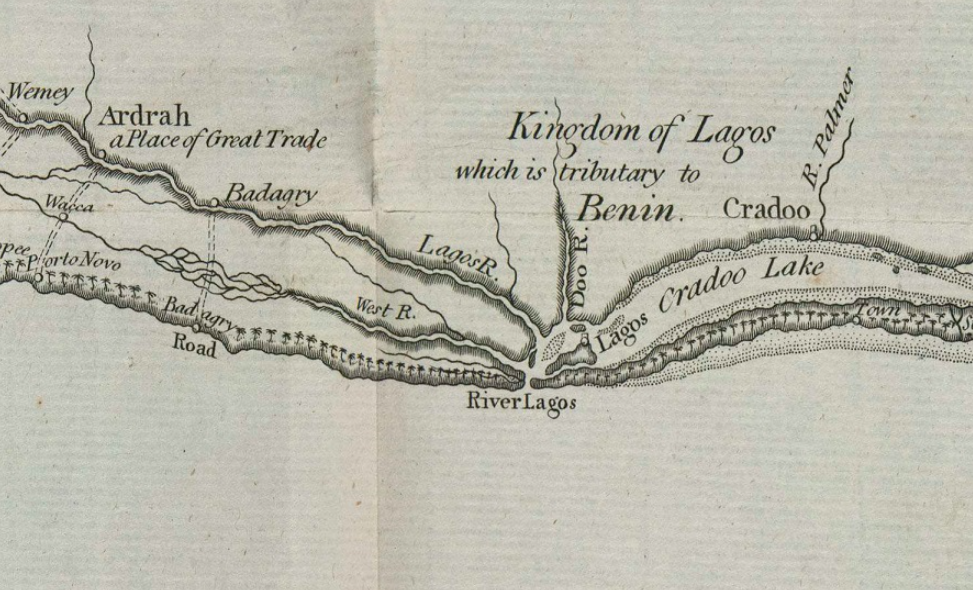
Situation du royaume de Lagos sur la côte des esclaves.

À partir du XVIIIe siècle, l'oba Akinsemoyin introduit des marchands portugais à Lagos qui devient un important centre de commerce avec les Européens. Lagos est notamment un centre important de la traite des esclaves. Les rapports de l'île de Principe entre 1760 et 1771 font état d'un nombre important de navires en provenance de Lagos. Sur cette même période, ce sont plus de 3 142 000 esclaves qui transitent par Lagos. La population de la ville est passée d'une population estimée à 5 000 habitants dans les années 1780 à 20 000 dans les années 1810.
Durant le XIXe siècle, Lagos devient le principal port du commerce Atlantique et, en 1851, le principal centre d'influence politique britannique. Les événements qui amènent à l'annexion de Lagos, en 1861, sont une combinaison complexe de rivalité entre royaumes, guerres de succession, de compétition avec les territoires intérieurs et d'influence européenne.

### Bombardement de 1851
En 1841, oba Akitoye monte sur le trône de Lagos. Il tente alors d’interdire le commerce des esclaves. Les nombreux marchands résistent à l’interdiction ; ils destituent le roi et installent à sa place son frère oba Kosoko. Oba Akitoye est exilé. Il rencontre les Britanniques qui ont aboli l’esclavage en 1807 et obtient leur appui pour reconquérir son trône. Dix années plus tard, en 1851, il est réinstallé comme oba de Lagos. La population est alors estimée à 25 000 ou 30 000 habitants.
Lagos est officiellement annexée en tant que colonie britannique en 1861. Ceci a l'effet d'éliminer la traite des esclaves et de permettre le contrôle britannique sur le commerce, entre autres de l'huile de palme. Le reste du Nigéria moderne est pris par les Britanniques en 1887, et quand le Protectorat du Nigéria est établi en 1914, Lagos en devient la capitale.
Lors de la Seconde Guerre mondiale, Lagos bénéficie de la création d'infrastructures et des investissements britanniques, le Nigeria jouant un rôle important dans l'effort de guerre. Lagos possède un très bon système de distribution d'eau et d'électricité, abrite des industries et un port très actif, ce qui lui vaut le surnom de « Liverpool de l’Afrique de l’Ouest ».
Lagos reste la capitale au moment de l'indépendance du Nigéria en 1960. En 1967, Lagos devient un État fédéré à part entière, à parts égales avec les onze autres États nigérians. Elle croît de manière très forte pendant les années 1960 et 1970 lors du boom économique du Nigeria, avant la guerre du Biafra. Le gouvernement du pays a décidé de transférer la capitale à Abuja en 1976, d'une part, pour ralentir la forte poussée démographique de Lagos et, d'autre part, pour que la capitale soit située dans une région neutre afin de ne privilégier aucune des trois ethnies principales (Lagos étant dominée par les Yorubas). Le transfert des institutions gouvernementales a lieu le 12 décembre 1991.

### Massacre de Lekki
Le 20 octobre 2020, en réponse au mouvement End SARS réclamant la fin de violences, extorsions et autres exactions policières, les forces armées du Nigéria ouvrent le feu sur les protestataires, tuant, selon Amnesty International, au moins 56 personnes dans Lagos et sa banlieue, particulièrement à Lekki. Ce massacre est nié par le ministre de l'information, lequel parle de « massacre fantôme ». Le lendemain, Lagos et d'autres villes du sud-ouest du pays font face à une vague de pillages.

## Organisation de la ville

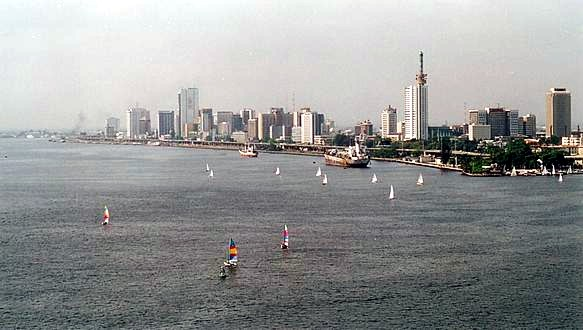
L'île de Lagos.

Lagos est une ville lagunaire située au bord de l'océan Atlantique. Le centre de la ville se situe sur l'île Lagos, où se trouve le quartier des affaires. Depuis le début du XXe siècle, la ville n'a cessé de s'étendre sur la terre ferme.
Les quartiers riches se situent à Ikoyi (partie est de l'île de Lagos) et à Victoria Island (au sud de l'île de Lagos). Les quartiers pauvres, situés en banlieue (partie sud de Lagos), sont quant à eux multi-ethniques.
Le Mainland est l'endroit où vivent les classes moyennes (notamment à Ikeja). Les immigrants et les plus pauvres habitent dans des maisons sur pilotis. La ville est connue pour son développement urbain incontrôlable, avec un taux de croissance démographique parmi les plus forts au monde, l'absence de plan d'aménagement du territoire ayant abouti à une juxtaposition d'îlots urbains sans logique.
Afin de relier l'île de Lagos au Mainland, trois ponts existent : pont Carter, Ikoyi Bridge et Third Mainland Bridge. Mais Lagos doit faire face à une circulation chaotique et à des embouteillages insolubles, à cause de sa géographie peu favorable et de sa croissance.
Sur une île artificielle en construction depuis 2009, un nouveau quartier d'affaires nommé Eko Atlantic City doit faire de Lagos une métropole attractive pour les capitaux internationaux.
Selon les estimations, 10 millions de personnes s’installeront à Lagos entre 2020 et 2035 en raison de l'accroissement démographique et de l'arrivée de jeunes issus des campagnes. Cette urbanisation s’accompagne de spéculation immobilière. Pour augmenter leurs profits, les promoteurs expulsent les habitants de quartiers informels. Des dizaines de milliers de personnes sont ainsi régulièrement chassées par la police et des mercenaires. Les ONG dénoncent l'absence de plan d'aménagement de la ville de la part des autorités. « Les expulsions se poursuivent en toute impunité. L’urbanisation galopante, la hausse du prix du foncier et la multiplication des projets immobiliers haut de gamme continuent d’aggraver le phénomène. Tout porte à croire que ça n’est pas près de s’arrêter », analyse Megan Chapman, cofondatrice de Justice and Empowerment Initiatives

### Représentations étrangères
En 2024, 50 pays sont représentés à Lagos, par 21 consulats généraux, 22 consulats et 7 représentations.

## Population
Recensements (*) ou estimations de la population, :
| 1789  | 1815   | 1855   | 1861   | 1866*  | 1871*  | 1881*  |
| ----- | ------ | ------ | ------ | ------ | ------ | ------ |
| 5 000 | 11 000 | 20 000 | 30 000 | 25 083 | 25 518 | 37 452 |

| 1891*  | 1901*  | 1911*  | 1921*  | 1931*   | 1952*   | 1963*   |
| ------ | ------ | ------ | ------ | ------- | ------- | ------- |
| 32 508 | 41 847 | 73 766 | 99 690 | 126 108 | 267 407 | 665 246 |

Selon les résultats du recensement de 2006, la population de l'agglomération de Lagos était de 7 937 932 habitants ce qui est bien inférieur aux estimations circulant jusque-là qui donnaient à Lagos plus de 10 millions d'habitants. Les autorités de l'État de Lagos ont contesté ces chiffres du recensement de 2006, mais la National Population Commission a fermement rejeté toute accusation de sous-estimation de la population de Lagos.
Plus précisément, d'après le recensement nigérian de 2006, l'État de Lagos compte 9 013 534 habitants,. L'agglomération de Lagos recouvre seize des vingt Local Government Areas (LGA) de l'État de Lagos[réf. nécessaire], la population de la ville s'établit donc à 7 937 932 habitants en faisant la somme de la population des 16 LGA indiquée par le recensement de 2006.
| zones de gouvernement local | Superficie (en km²) | Population (Recens. 2006) | Densité (Hab/km²) |
| Agege                       | 11,2                | 459 939                   | 41 071            |
| Ajeromi-Ifelodun            | 12,3                | 684 105                   | 55 474            |
| Alimosho                    | 185,2               | 1 277 714                 | 6 899             |
| Amuwo-Odofin                | 134,6               | 318 166                   | 2 364             |
| Apapa                       | 26,7                | 217 362                   | 8 153             |
| Eti Osa                     | 192,3               | 287 785                   | 1 496             |
| Ifako-Ijaye                 | 26,6                | 427 878                   | 16 078            |
| Ikeja                       | 46,2                | 313 196                   | 6 785             |
| Kosofe                      | 81,4                | 665 393                   | 8 174             |
| Île Lagos                   | 8,7                 | 209 437                   | 24 182            |
| Lagos Continental           | 19,5                | 317 720                   | 16 322            |
| Mushin                      | 17,5                | 633 009                   | 36 213            |
| Ojo                         | 158,2               | 598 071                   | 3 781             |
| Oshodi-Isolo                | 44,8                | 621 509                   | 13 886            |
| Shomolu                     | 11,6                | 402 673                   | 34 862            |
| Surulere                    | 23,0                | 503 975                   | 21 912            |
| Agglomération de Lagos      | 999,6               | 7 937 932                 | 7 941             |

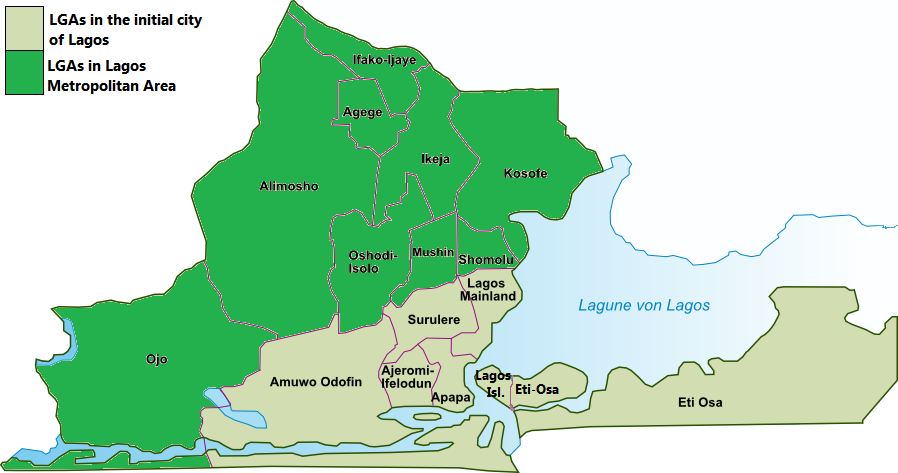
Les 16 zones de gouvernement local qui composent l'agglomération de Lagos

Le gouvernement de l'État de Lagos fait lui mention d'une population de 17 552 942 habitants pour l'État et énonce que la ville compte 85 % de la population de l'État, ce qui donne environ 14 920 000 habitants pour la métropole à la même date.
Lagos est dans la plupart des estimations l'une des villes les plus dynamiques au monde. Lagos serait actuellement confrontée à une augmentation de sa population d'environ 275 000 personnes par an. En 1999, l'Organisation des Nations unies prévoyait que la population de la région métropolitaine de la ville, qui n'était que de 290 000 habitants en 1950, serait supérieure à 11 millions en 2010, devenant ainsi l'une des dix villes les plus peuplées du monde.[réf. nécessaire]
Lagos est une ville très anglophone, du fait que la population de la ville est très cosmopolite. L'anglais est la langue véhiculaire. Souvent, à l'accent, il est possible de déterminer de quelle partie ou région du Nigeria est originaire un interlocuteur. On trouve généralement des membres de toutes les ethnies du Nigéria à Lagos, mais une grande partie de la population est sans doute composée de Yorubas, l'ethnie locale.

## Économie

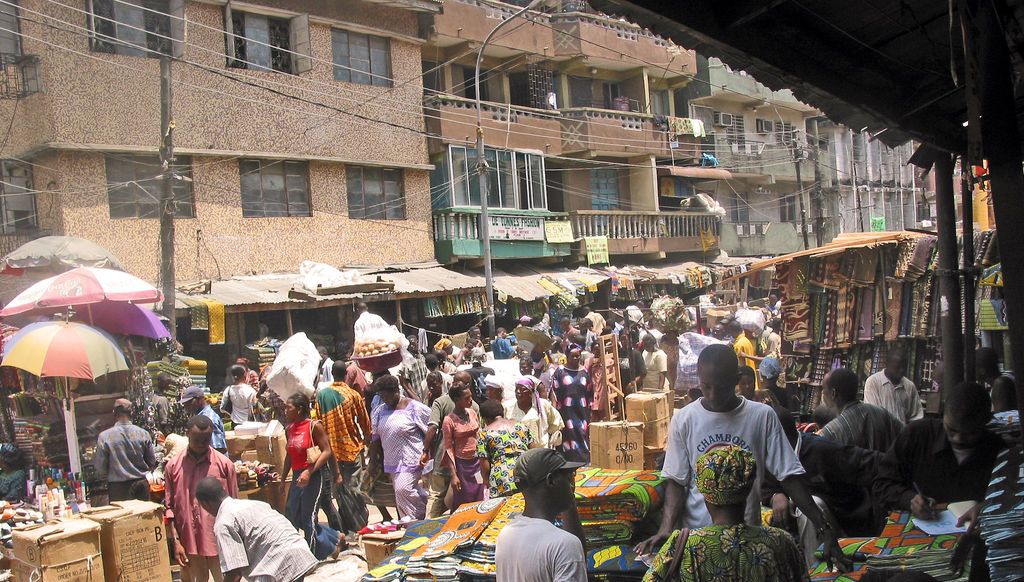
Un marché à Lagos

L'économie de Lagos est en expansion constante depuis plusieurs années. La ville concentre une grande partie de l'activité économique du Nigeria. La plupart des institutions financières entreprises et des sièges sociaux du pays sont situés sur l'île Lagos. C'est aussi la plaque tournante du commerce international du pays, particulièrement en ce qui a trait à l'industrie du pétrole. Son port est le premier du pays et un des principaux ports d'Afrique, alors que les activités liées aux produits pétroliers constituent 20 % du PIB et 90 % des sources de devises du Nigeria[réf. nécessaire].
La ville de Lagos bénéficie d'un niveau de vie supérieur à la moyenne nigériane, en raison de l'accès de la population à des ressources d'eau, de nourriture et d'électricité. Le port est administré par l'Autorité des ports nigérians (Nigerian Ports Authority, en anglais) et est divisé en trois sections : le port de Lagos, sur l'île de Lagos, le port d'Apapa, constitué d'un terminal à conteneurs, et le port de Tin Can, ces deux derniers étant situés à Badagry Creek, à l'ouest de l'île de lagos.
Les décharges utilisées pour enfouir les déchets électroniques entraînent l'infiltration de plomb dans le sol et, parfois, dans les ressources en eau. Des rapports de l'Organisation mondiale de la santé ont établi un lien entre plusieurs risques pour la santé, tels que des dysfonctionnements thyroïdiens chez les femmes et des dommages irréversibles au système nerveux des enfants, et les déchets électroniques en provenance des pays développés et enfouis à Lagos.
À Ketu-Ereyun, entre Epe et Ikorodu, l'État de Lagos construit un parc logistique alimentaire — la plus grande plate-forme logistique pour l'alimentation en Afrique subsaharienne. Le site fait 1,2 million de mètres carrés et la construction devrait être terminée en 2024.
Au centre de la ville, dans le quartier d'Oko Baba, se trouve (depuis septembre 2022) un grand centre de transbordement de bois, principalement de bois rouge et d'acajou. Ce commerce de bois, y compris la scierie, déménagera dans un nouveau lieu, Timberville, en décembre 2022.

### Transports
Trois routes transafricaines se croisent à Lagos :
1. Route transsaharienne, Alger-Lagos
2. Autoroute côtière trans-ouest-africaine, Dakar-Lagos
3. Transafricaine 8, Lagos-Mombasa

#### Ponts
Lagos dispose de plusieurs ponts importants dont le pont Carter qui démarre à Ijora, le pont Eko et le Third Mainland Bridge.

#### Ferries
Il existe plusieurs lignes régulières de ferries entre l'île de Lagos et le continent, qui sont gérées par le Lagos State Ferry Services Corporation. Des bateaux privés assurent eux aussi un service similaire mais de manière plus irrégulière.

#### Aéroports
La ville est reliée par le transport aérien avec l'aéroport international Murtala-Muhammed, qui est l'un des plus grands aéroports d'Afrique avec près de 5,1 millions de passagers en 2008 et qui représente presque 50 % du trafic aérien au Nigéria. Il est situé dans la banlieue nord de Ikeja.

## Culture
Lagos est célèbre dans toute l’Afrique pour sa scène musicale. La ville a été le creuset d’une grande variété de styles musicaux, du Hip-hop nigérian au Jùjú en passant par le Fuji, deux styles nigérians jusqu’à l'Afrobeat mondialement connu.
Lagos est le centre d'industrie cinématographique prospère souvent surnommée Nollywood en référence à la fois à Hollywood et à Bollywood. Le marché d'Idumota situé sur l'île de Lagos en est le principal centre de distribution. De très nombreux films sont projetés à Festac Town, quartier héritier de l'organisation du deuxième FESTAC, le Festival d’Art et de Culture organisé en 1977. En salle, les films en langue Yoruba sont les plus regardés, devant ceux en provenance de Bollywood. Mais le cinéma projeté en salle est en train de perdre du terrain sur celui directement distribué en cassettes ou en CD/DVD. Le cinéma en langue Yoruba est lui en train de se faire supplanter par celui en langue anglaise dont le commerce est contrôlé par les Igbos. Iganmu est le site où est implanté le National Arts Theater.
Cette ville est également le lieu d'événements consacrés à la mode africaine, dont, depuis 2011, le Lagos Fashion Week.

## Personnalités liées à la ville
Quelques exemples de personnalités liées à Lagos :
- Israel Adesanya, boxeur poids-moyens originaire de Lagos, naturalisé néo-zélandais,
- Lamide Akintobi, journaliste,
- Tony Allen, batteur et auteur-compositeur, né à Lagos,
- Omo Bello, soprano née à Lagos.
- Agbani Darego, mannequin née à Lagos, Miss Nigeria et Miss World 2001,
- Buchi Emecheta, romancière, née à Lagos,
- Kadara Enyeasi, photographe, né à Lagos,
- Babatunde Fashola, homme politique nigérian né à Lagos, gouverneur de l'État de Lagos de 2007 à 2015, puis ministre,
- Tara Fela-Durotoye, entrepreneuse, née à Lagos.
- Fola Francis, styliste et activiste LGBTQ+ participant au développement de la culture ballroom à Lagos.
- Funmi Iyanda, journaliste (connue notamment pour les matinales qu'elle animait et les thèmes abordés),
- Keziah Jones,né Olufemi Sanyaolu, chanteur, compositeur et guitariste nigérian.
- Osai Ojigho (1976-), avocate nigériane spécialiste des droits humains et de l'égalité des sexes.
- Hakeem Olajuwon, joueur professionnel de basket, né à Lagos,
- Jordan Omogbehin, catcheur professionnel.
- Tunde Onakoya, joueur et professeur d'échecs, fondateur d'une ONG, recordman du monde du marathon d'échecs en 2024.
- Qudus Onikeku, danseur et chorégraphe, né à Lagos
- Veronica Openibo, née à Lagos, religieuse, supérieure générale de la congrégation des sœurs du Saint Enfant Jésus.
- Victor Osimhen (1998-), joueur de football nigérian.
- Yemi Osinbajo, juriste, homme politique et vice-président du Nigeria, né à Lagos,
- Alimotu Pelewura, responsable d'une union des femmes des marchés de Lagios et militante anti-colonialiste,
- Ernest Shonekan (1938-2022), ancien président du Nigeria en 1993.
- Ejiro Amos Tafiri, styliste de mode, née à Lagos.
- Taye Taiwo (1985- ), footballeur international nigérian né à Lagos
- Bola Tinubu (1952-), homme politique nigérian.
- Oba Femi (1998-), de son vrai nom Isaac Odugbesan, catcheur professionnel à la WWE

## Sports

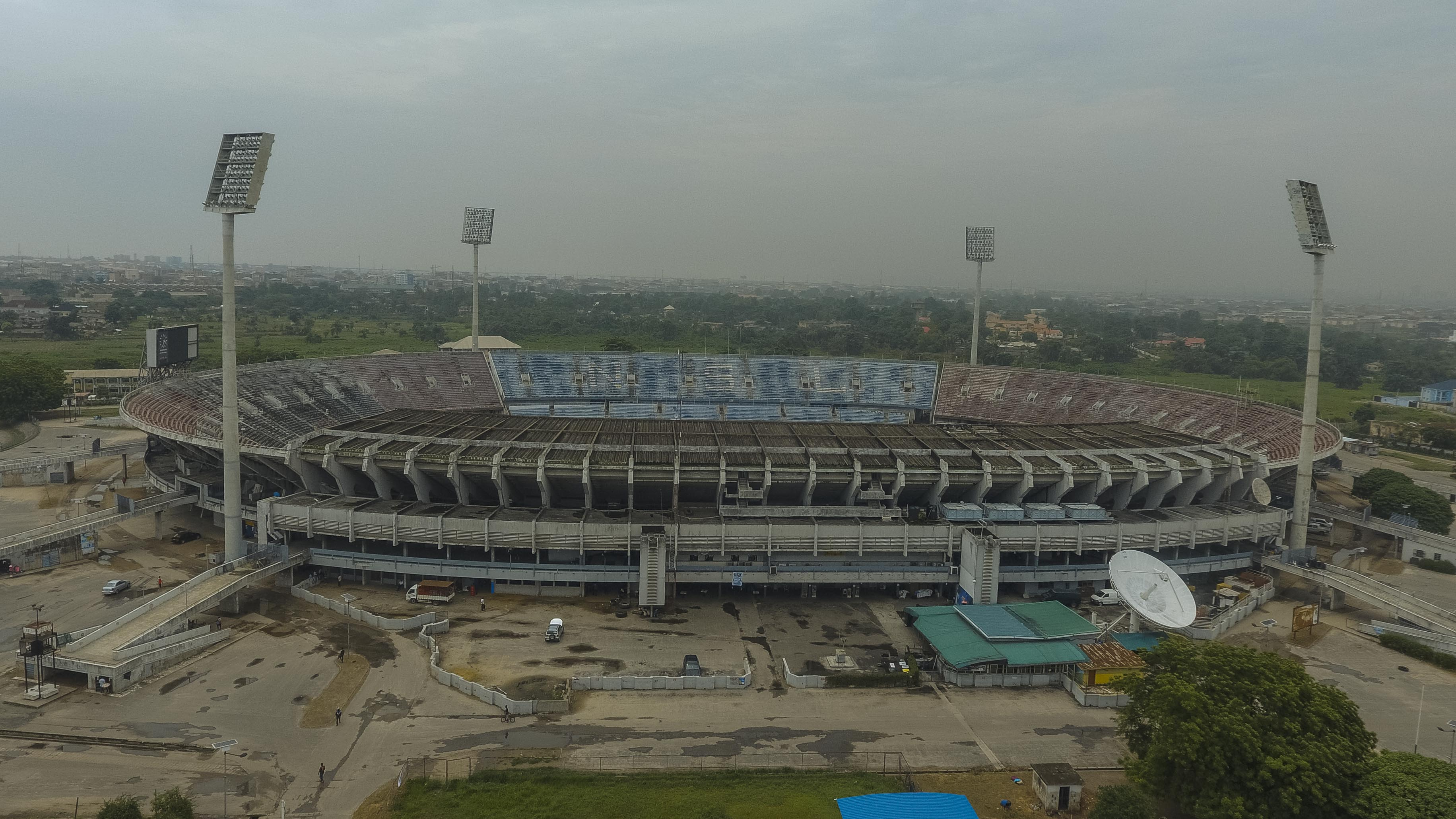
Le Surulere Stadium, Lagos

Comme dans quasiment toutes les grandes villes africaines, le football est le sport le plus populaire à Lagos. Ses clubs les plus importants sont Julius Berger Football Club, First Bank Football Club et Stationery Stores Football Club.
L’équipe du Nigeria de football, surnommée les Super Eagles, a pendant longtemps joué ses matchs à domicile à Lagos dans le Lagos National Stadium, aussi appelé Surulere Stadium. C’est un stade multi-sports situé à Surulere, dans l'État de Lagos. Il a été principalement utilisé pour les matchs de football jusqu'en 2001. Il accueillit plusieurs compétitions internationales dont la Coupe d'Afrique des nations de football 2000 et des matchs de qualifications de la coupe du Monde. Il servit également de stade principal pour les jeux pan-africains de 1973. Lorsque le stade fut construit en 1972, il avait une capacité de 45 000 places, celle-ci fut augmentée à 55 000 places en 1999,. Le stade a été laissé à l'abandon depuis 2002. Il a néanmoins accueilli pour la dernière fois l'équipe nationale du Nigeria en 2004. Il est aujourd'hui utilisé, à l'occasion, pour des rassemblements religieux et est occupé par des squatters. Maintenant, l’équipe nationale joue à Abuja.
Le rugby à XIII se développe également dans la ville : Lagos accueille même la Coupe d'Afrique des nations en 2019. Ce tournoi voit le Nigeria accéder en finale.

## Éducation
L’université de Lagos a été fondée en 1962.

## Lieux de culte

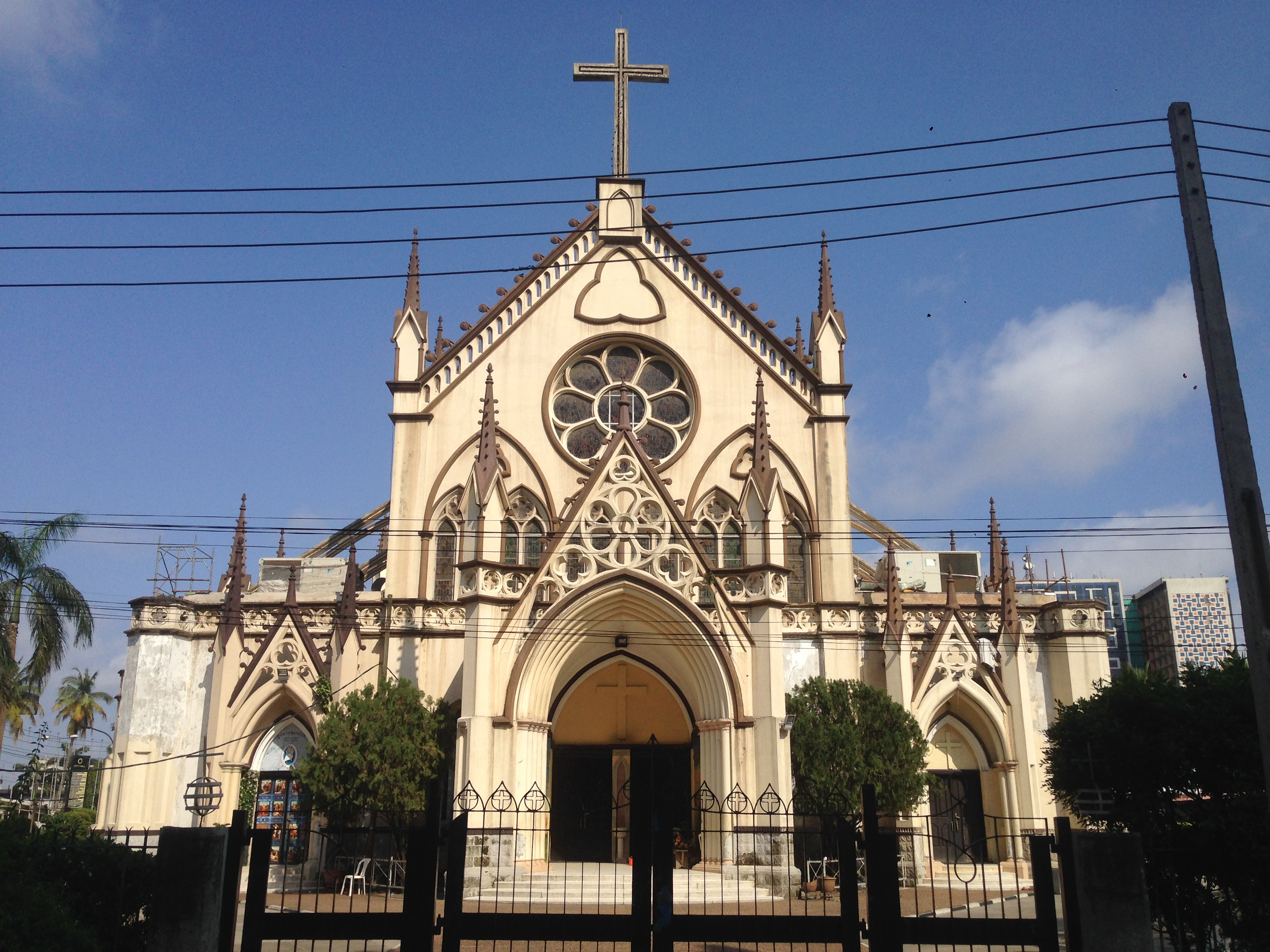
Cathédrale de la Sainte-Croix de Lagos (Église catholique au Nigeria)
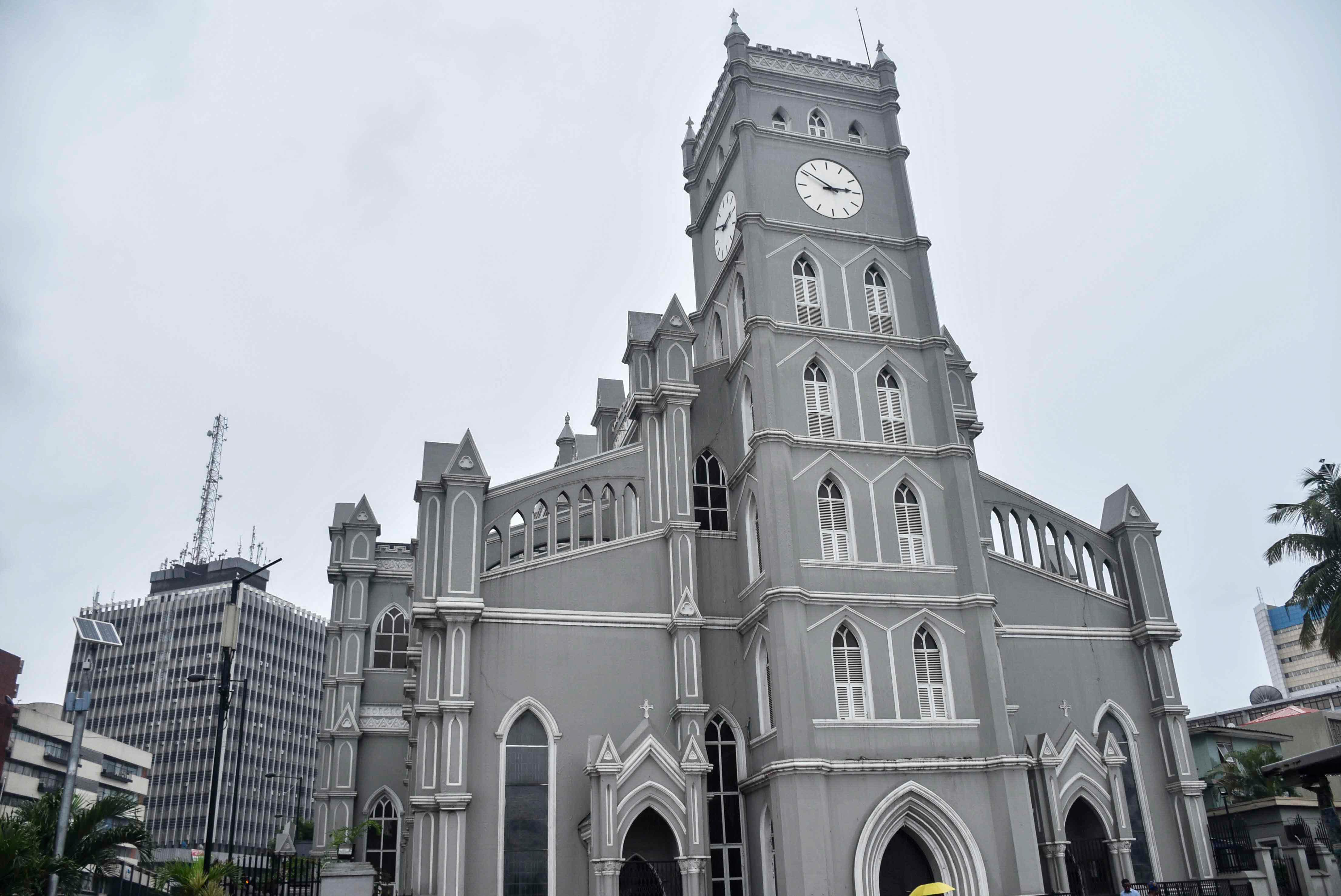
Cathédrale du Christ de Lagos (Église du Nigeria)
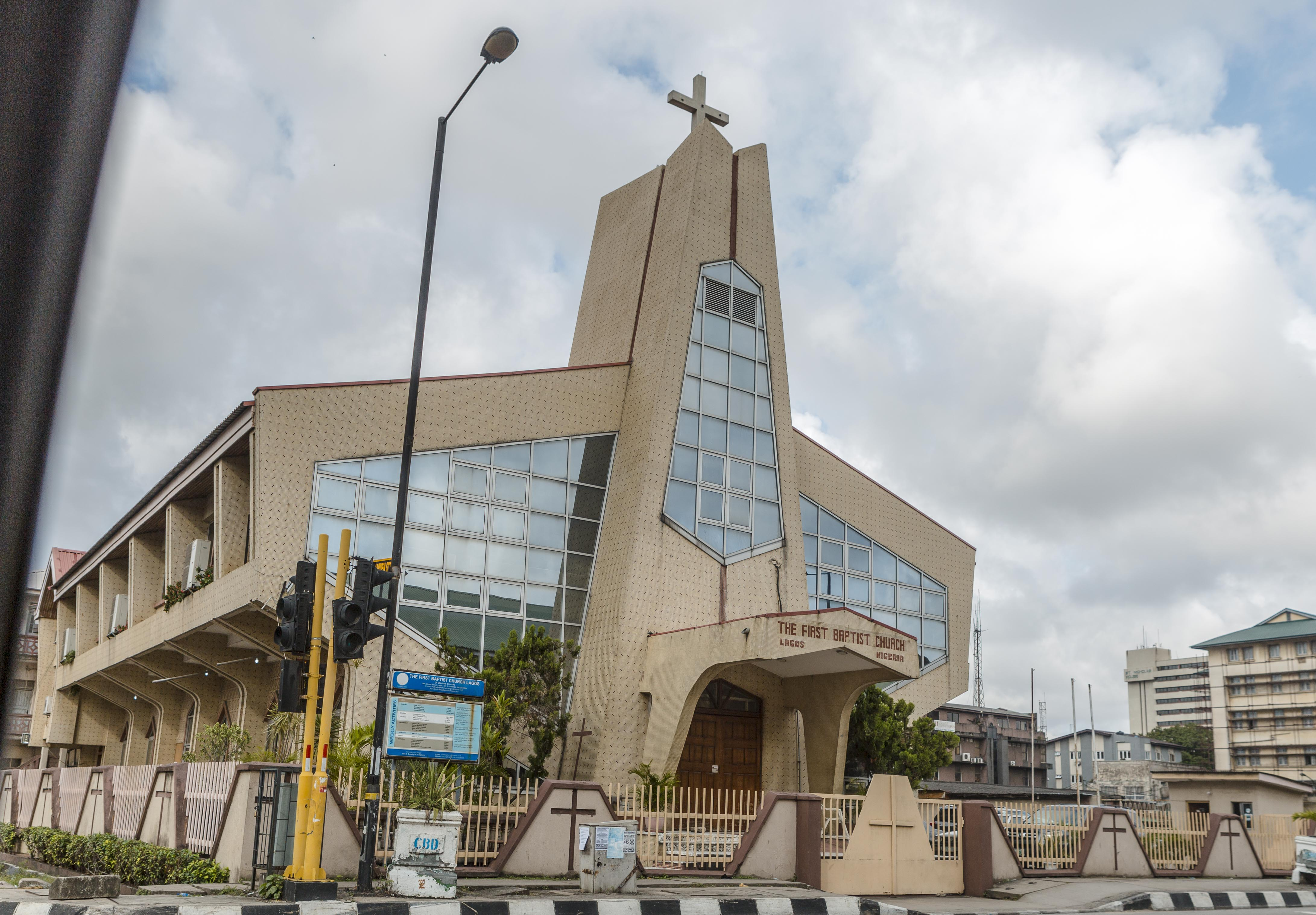
First Baptist Church Lagos (Convention baptiste nigériane)
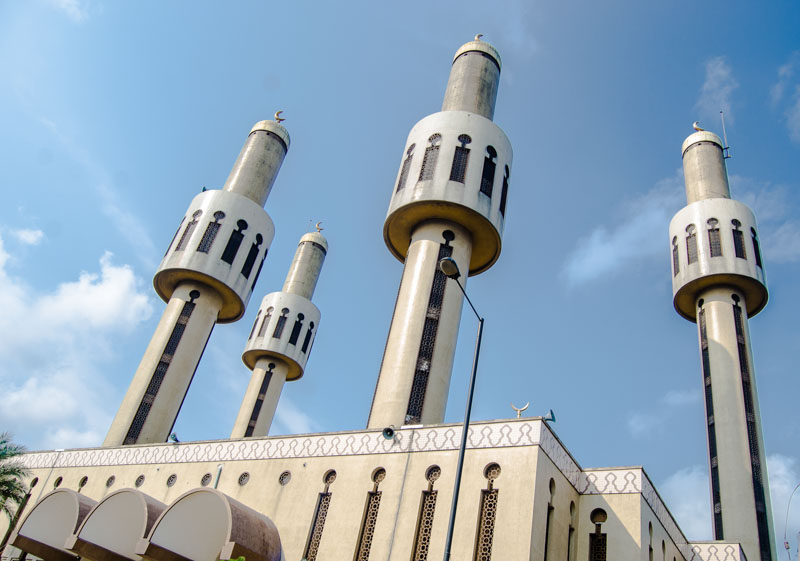
Lagos Central Mosque (Islam)

Parmi les lieux de culte, il y a des églises et des temples chrétiens : Église du Nigeria (Communion anglicane), Presbyterian Church of Nigeria (Communion mondiale d'Églises réformées), Convention baptiste nigériane (Alliance baptiste mondiale), Living Faith Church Worldwide, Redeemed Christian Church of God, Assemblées de Dieu, Archidiocèse de Lagos (Église catholique) et des mosquées musulmanes .

## Dans la fiction
- Lagos est le lieu où se situe la première scène du film de 2016 Captain America: Civil War.
- Le roman Americanah de la romancière du Nigeria Chimamanda Ngozi Adichie se déroule en grande partie à Lagos. Americanah, traduit de l'anglais (Nigeria) par Anne Damour, Gallimard, Paris, 2015,  (ISBN 9782070142354)
- Le roman The Joys of Motherhood (Les enfants sont une bénédiction) de la romancière nigériane Buchi Emecheta se déroule également en majeure partie à Lagos. Publié pour la première fois en 1979, le roman raconte l'histoire de Nnu Ego, une femme nigériane devant quitter son village d'origine pour marier un homme qu'elle ne connait pas et, par la suite, remplir ses responsabilités familiales en tant que femme.
- Le roman L'anomalie, d'Hervé le Tellier, fait quant à lui référence à cette ville dans laquelle a vécu l'un de ses protagonistes, Slimboy, un chanteur mondialement connu.
- La bande dessinée Fela back to Lagos de Loulou Dédola et Luca Ferrara parue en 2019 qui met en scène Fela Kuti dans la ville de Lagos[33].